# El Cid
Rodrigo Díaz de Vivar (n.  ?, Vivar del Cid⁠(d), Castilia și León, Spania – d. 1099, Valencia⁠(d), Lordship of Valencia⁠(d)) a fost un cavaler castilian și șef militar în Spania medievală. Maurii l-au numit El Cid (pronunție în spaniolă [el̟ˈθið]), ceea ce a însemnat Domnul (probabil din arabă السَّيِّد, transliterat: al-Sayyid), și creștinii l-au numit El Campeador, care înseamnă „campionul” în spaniola modernă, dar este tradus idiomatic ca „stăpânul câmpului de luptă” în spaniola veche. S-a născut în Vivar del Cid, un sat din apropierea orașului Burgos. Díaz de Vivar a devenit foarte cunoscut pentru serviciul său în armatele conducătorilor creștini și musulmani, pentru exilul său și cucerirea temporară a Valenciei, care a devenit independentă pentru o scurtă perioadă în Reconquista. După moartea sa, El Cid a devenit celebrul erou național al Spaniei și protagonistul celui mai semnificativ poem epic spaniol medieval, El Cantar de Mio Cid (Cântecul Cidului).
Până în prezent, El Cid rămâne un erou popular spaniol și o icoană națională, cu viața și faptele sale amintite în piese de teatru, filme, povești populare, cântece și jocuri video.